# 5804 Bambinidipraga
Az 5804 Bambinidipraga (ideiglenes jelöléssel 1985 RL1) a Naprendszer kisbolygóövében található aszteroida. Antonín Mrkos fedezte fel 1985. szeptember 9-én.